# 157e division d'infanterie (France)
Pour les articles homonymes, voir 157e division.
La 157e division d'infanterie, ou 157e Red Hand Division (Division main rouge), est une division d'infanterie de l'armée de terre française qui a participé à la Première Guerre mondiale. Elle a combattu, pendant la Première Guerre mondiale dans l'Offensive Meuse-Argonne, avec en son sein deux régiments Afro-Américains. La Red Hand (main rouge) étant le signe emblématique du fanion de Division. 
En mai 1918, le général français Mariano Goybet reçoit l'ordre de commander la 157e Division d'infanterie française, qui a été décimée après la troisième bataille de l'Aisne. 
Le 12 juin 1918, par ordre général no 215, l'infanterie de la 157e est reconstituée avec le 333e régiment d'infanterie additionné de deux régiments de la 93e division d'infanterie (États-Unis) (parce que l'American Expeditionary Force ségrégratrice ne souhaite pas que des troupes noires combattent aux côtés des blancs), à savoir le 371e régiment d'infanterie américain ainsi que du 372e (dont des unités de gardes nationaux) composés, tous deux d'Afro-américains. Cette division, aux côtés de la IVe Armée, dans l'offensive de Champagne, malgré de lourdes pertes, rompt le front Allemand devant Monthois au cours des Combats du 28 septembre 1918 au 6 octobre 1918. 
Les trois régiments sont décorés de la croix de guerre ainsi que de nombreux soldats à titre individuel. Le 20 décembre 1918, un ordre du quartier général décrète la dissolution de la 157e Division ; les deux régiments noirs américains sont remis à la disposition de l’armée américaine,

## Histoire

### Contexte de la création d'une unité Franco-Américaine

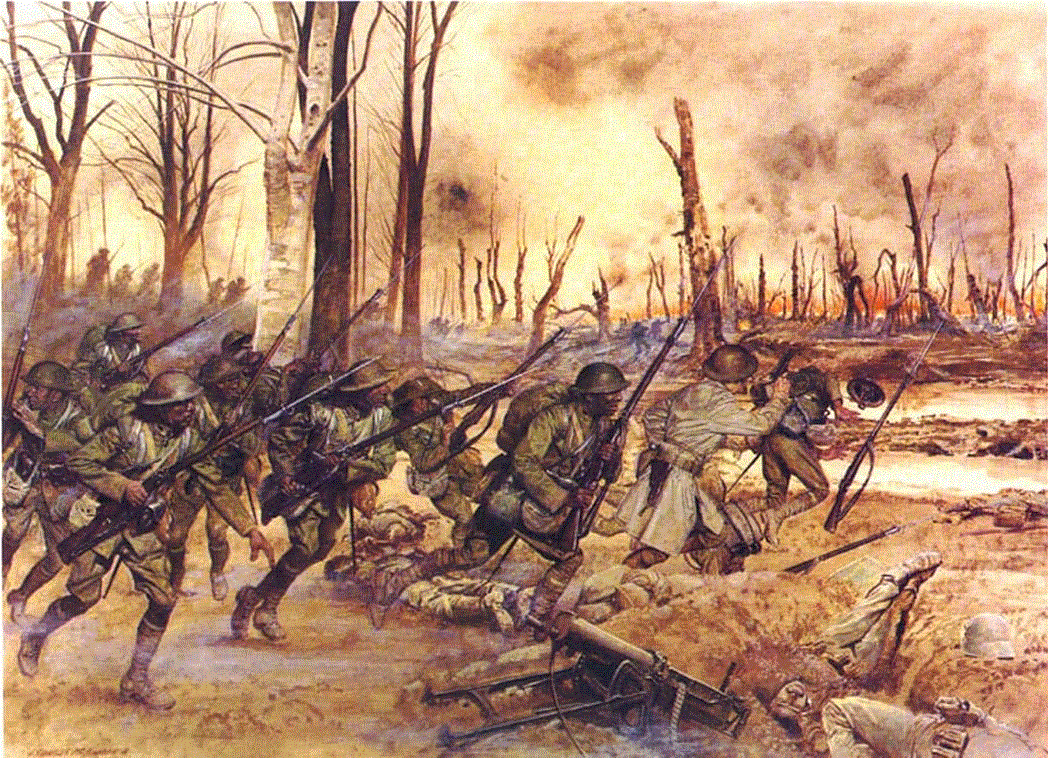
Attaque du d'infanterie américain durant l'offensive Meuse-Argonne.

Le 6 avril 1917, les États-Unis déclarent la guerre à l'Allemagne. Le président Woodrow Wilson est déterminé à peser sur l'issue du conflit et met en œuvre une politique volontariste qui va permettre de créer en dix-huit mois une armée de 4 millions de soldats.
Le 11 novembre 1918, on dénombrait environ 2 millions d'hommes venus des États-Unis en Europe pour aider la France et ses alliés dans les tranchées, essentiellement dans les rangs de l'United States Army 440 000 hommes effectivement opérationnels en novembre 1918. 59 divisions sont mises en place.
Arrivant de janvier à juin 1918, les troupes de combat noires sont les dernières à atteindre la France et les seules à servir avec des armes et des uniformes sous le drapeau français.
Des 367 710 recrues noires qui ont servi, 89 % sont assignées au travail, à l'approvisionnement et au service des unités. Seulement 11 % des forces militaires noires ont vu les combats tels que les Gardes nationaux et quelques unités de recrues.
Deux unités de combat noires sont créées :
- La 92e Division servant sous drapeau américain
- La 93e Division, dont les régiments ont servi sous commandement français, comprenant principalement des régiments de gardes nationaux, à savoir, le 369e (New York) dédié à la 161e Division d'infanterie ; le 370e (Illinois) dédié au 26e régiment d'infanterie, le 371e (recrues de Caroline du Sud), et le 372e (Gardes Nationaux de l'Ohio, du Massachusetts, du Maryland et du District of Columbia). Les 371e et 372e sont rattachés en renforcement de la 157e Division décimée dans la bataille de l'Aisne avec le 333e régiment français en juin 1918. Le général Goybet est chargé de commander cette Division connue sous le nom de 157e Red Hand Division[8].

« Au moment où deux régiments de couleur nous rejoignent, je m'incline devant leur couleur et je souhaite le meilleur accueil à nos compagnons en arme », Ordre général du général Mariano Goybet no 215, 6 juin 1918[réf. nécessaire]
L'A.E.F refuse de voir des Noirs combattre au côté des Blancs. Son incorporation en tant qu'unité combattante ne va pas de soi pour la doctrine américaine : elle est prévue pour des travaux d'arrière et il faut la mobilisation de personnalités comme William Du Bois et Asa Philip Randolph pour la mener en première ligne. Les accords franco-américains prévoient le transport à travers l'océan, l'équipement avec le 75, plus performant, la mitrailleuse Chauchat, le casque, les avions, le tout produit par la France, ce qui permettait une rationalisation de l'approvisionnement. En échange le commandement français demande que les unités s'intègrent aux unités existantes, les pertes enregistrées seront ainsi compensées, de plus le commandement français n'a aucune réticence de faire combattre les troupes noires.

### Célébration du 4 juillet avec les troupes Africaines-Américaines
L'infanterie de la 157e est reconstituée avec le 333e régiment d'infanterie additionné de deux régiments de la 93e division d'infanterie (États-Unis), à savoir le 371e régiment d'infanterie américain ainsi que du 372e par ordre général 215 du 12 juin 1918. Le général Goybet, le 2 juillet prend note du fait qu'il s'agiit du premier 4 juillet, jour de l'indépendance américaine, à être célébré par sa division, maintenant franco-américaine.

« 157e Division
Juillet 1918
État-Major
Ordre Général No 221
C'est une démonstration frappante de l'amitié durable et sanglante qui lie nos deux grandes nations. Les fils des soldats de Lafayette saluent les fils des soldats de George Washington qui sont venus se battre comme en 1776, pour une nouvelle et plus grande indépendance. Le même succès qui a suivi les glorieux combats pour la cause de la liberté est sûr de couronner notre effort commun maintenant et d'apporter la victoire finale du droit et de la justice sur la barbarie et l'oppression. »

— General Goybet, 157th Infantry Division

### Participation à l'offensive Meuse Argonne

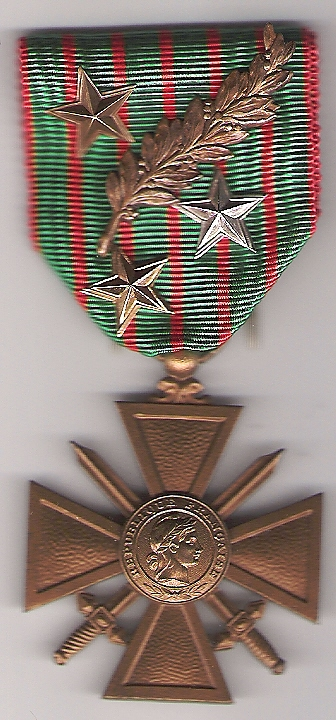
Croix de guerre 1914-1918 française obtenue par les 3 régiments et de nombreux soldats

La 157e occupe le secteur de la forêt d'Argonne - Vauquois côte 304, jusqu'au moment où elle est appelée à participer avec la IVe Armée à l'offensive générale en Champagne.
Le général Goybet, durant l'Offensive Meuse-Argonne, rompt le front ennemi devant Monthois, fait 600 prisonniers et s'empare d'un matériel considérable dont quinze canons, 150 mitrailleuses, vingt mortiers d'infanterie, du matériel de génie et des munitions d'artillerie, et abat trois avions. La 157e occupe ensuite les Vosges devant Sainte Marie les Mines. Il reçoit alors la Distinguished Service Medal au nom du Président des États-Unis, une nouvelle citation du général Gouraud.

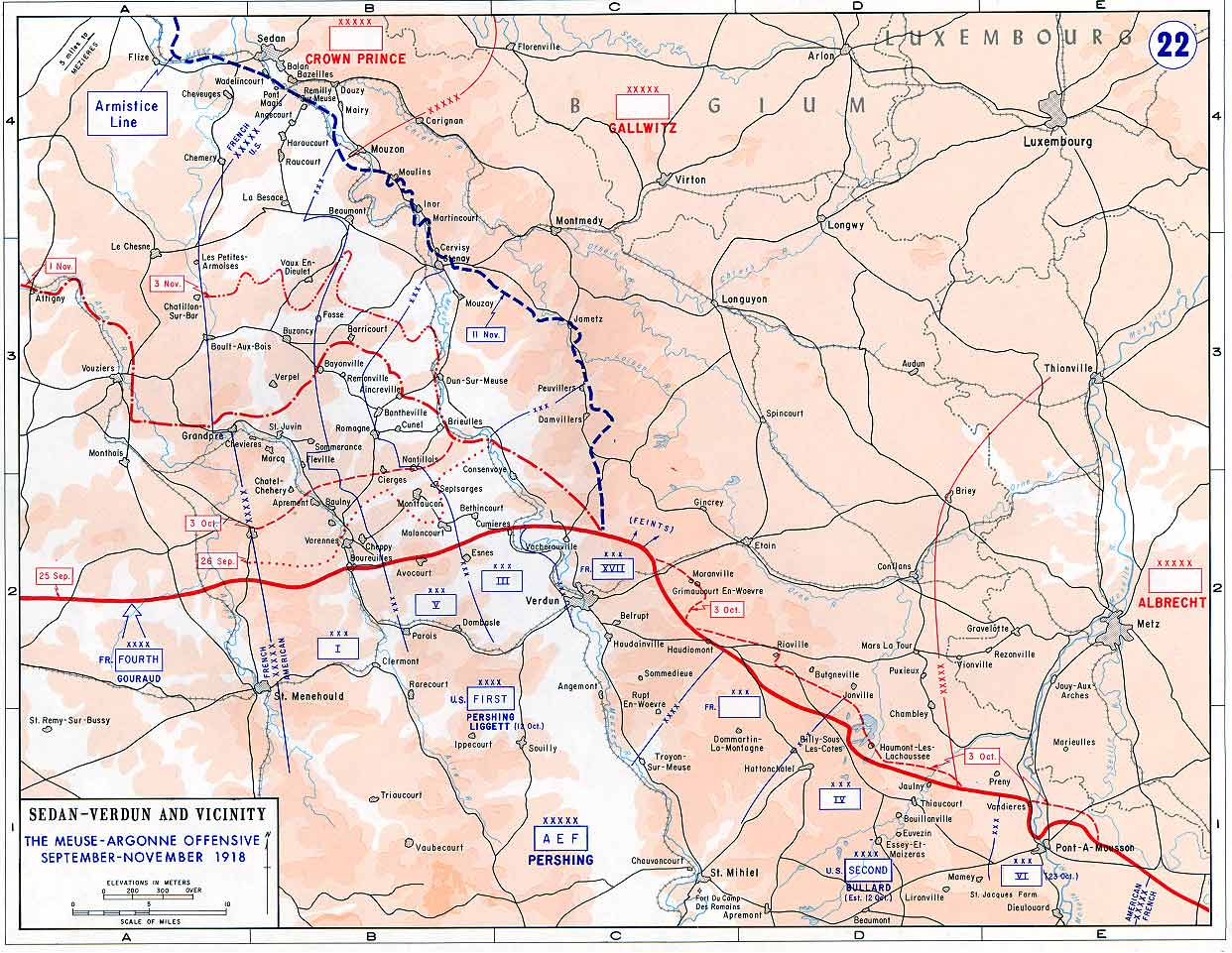
Offensive Meuse-Argonne. La Red Hand Division casse le front devant Monthois

Le général Goybet reçoit la citation suivante :
« Commandement des forces américaines, Cabinet du cdt en chef : Mon cher général, le président m'a délégué pour vous conférer la Distinguished Service Medal au nom du gouvernement des États-Unis. Comme commandant de la 157e DI,371 et 372e RI vous avez été l'un des facteurs importants de la victoire des alliés par votre brillante conduite et votre haute technicité. Les officiers et les soldats de la 157e 371 et 372 RI considèrent comme un grand honneur d'avoir servi sous vos ordres dans les opérations que vous avez conduites en Champagne et dans les Vosges., signé, Général Persing ».
Ordre général no 234 (8 octobre 1918) :

« Je suis fier de vous faire parvenir les remerciements et les félicitations du général Garnier-Duplessix et je le veux en même temps, chers amis de tous les rangs américains et français, pour vous dire en tant que chef et soldat du fond de mon cœur Combien je vous suis reconnaissant pour la gloire que vous avez acquise pour notre belle 157e division. Dans ces neuf jours difficiles de bataille, vous avez avancé pendant huit kilomètres, combattu une organisation ennemie puissante, capturé près de 600 prisonniers, pris 15 canons légers et lourds, 20 mortiers d'infanterie et munitions d'artillerie et abattu 3 avions au canon. La main rouge de cette division est maintenant en vérité une main sanglante. J'ai lutté contre le Boche à la gorge et l'ai fait crier pour la miséricorde. Nos glorieux camarades qui sont morts sont bien vengés. »

— General Goybet commandant la 157e Division, H. Q., 15 décembre 1918.

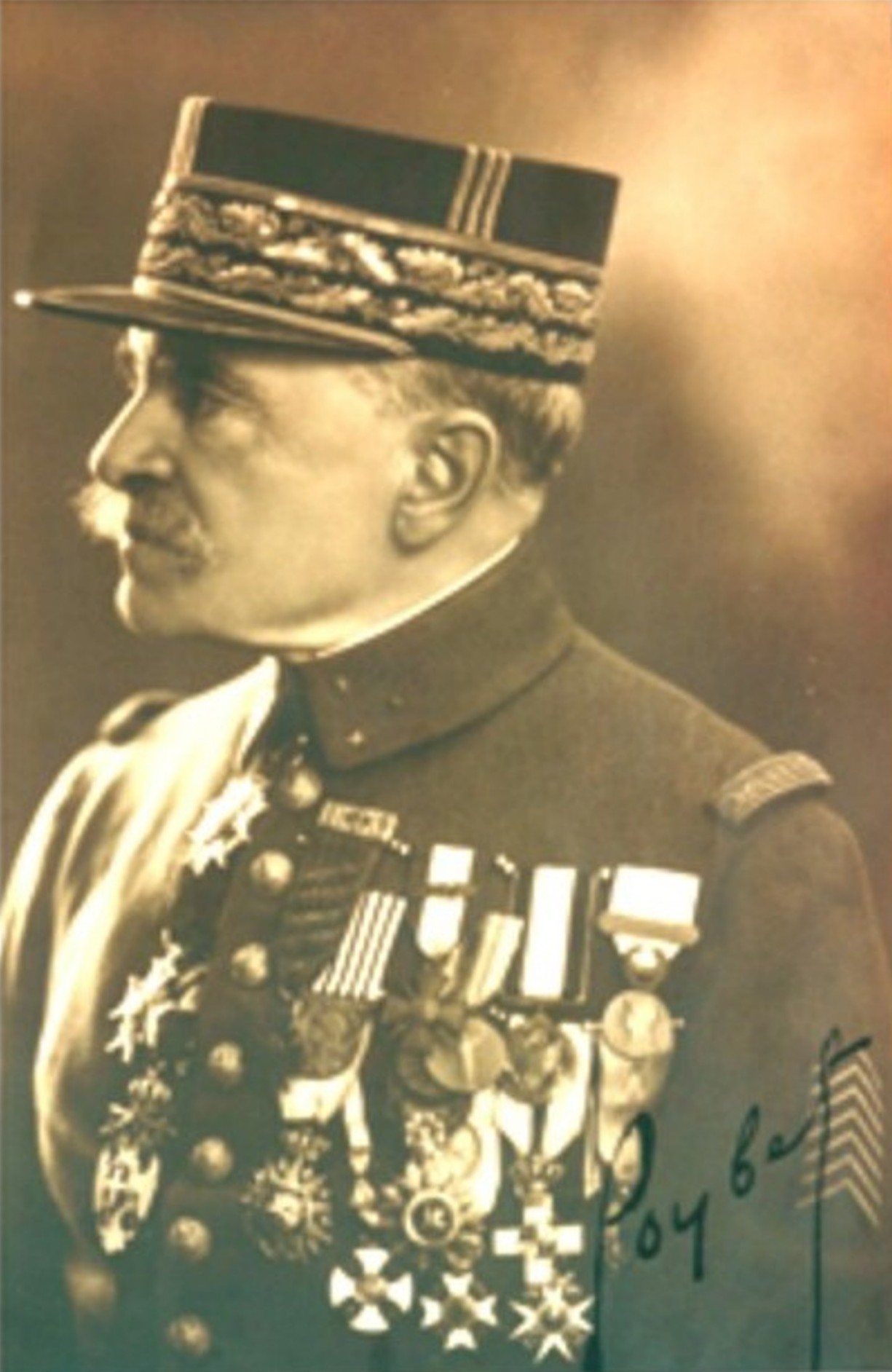
Mariano Goybet commandant la d'infanterie française, dite « Red Hand Division », « division Main Rouge, comprenant le R.I. (Français) et les et RI des États-Unis provenant de la 93e Division américaine

157th Division État-major Ordre général no 245 :

« Le 12 décembre 1918, le 371 et 372 RI ont été placés à la disposition du haut commandement américain. Avec un profond sentiment d'émotion de la part de la 157e Division et en mon nom personnel, je viens faire mes adieux à nos braves camarades. Durant 7 mois, nous avons vécu comme des frères d'armes, S'associant dans les mêmes actions, partageant les mêmes épreuves et les mêmes dangers. Côte à côte, nous avons participé dans la grande bataille de Champagne qui a été couronnée par une formidable victoire.'La 157e Division n'oubliera jamais l'indomptable énergie, la charge héroïque des régiments américains sur la crête d'observation et dans les plaines de Monthois. Les défenses les plus puissantes, les bastions les plus fortement organisés, les barrages d'artillerie les plus lourds, rien ne pouvait les stopper. Ces régiments extraordinaires surmontèrent tous les obstacles avec le plus grand complet mépris du danger, avec leur dévouement permanent. La division main rouge pendant 9 jours de combat violent fut constamment un modèle d'exception pour l'avance victorieuse de la 4e Armée. Officiers, sous-officiers, et soldats, je salue respectueusement nos soldats qui sont tombés, et je salue vos couleurs, côte à côte avec le drapeau du 333 Régiment d'Infanterie, ils nous ont montré le chemin de la victoire. Chers amis d'Amérique, quand vous serez de retour de l'autre côté de l'océan, n'oubliez pas la division main rouge. Notre fraternité a été cimentée dans le sang des braves et un tel lien ne sera jamais détruit. Souvenez-vous de votre général qui est fier de vous avoir commandé et soyez sur de sa reconnaissance éternelle. »

— Général Goybet, Commandant la 157e division d'infanterie

### Les combats des régiments Africains américains de la 157eRed Hand Division
Dans ses neuf premiers jours de combats dans le secteur de Meuse-Argonne, le 372e régiment d'infanterie (États-Unis) peut être crédité d'avoir progressé de 8 kilomètres dans une défense très organisée. Dans le processus, il a fait prisonniers 600 Allemands, capturé 15 canons lourds, 20 minenwerfers et environ 150 mitrailleuses, ainsi qu'une quantité énorme de matériel d'ingénierie et de munitions d'artillerie. Le 372e a joué un rôle clé dans l'offensive Meuse-Argonne et subi des pertes de 500 hommes tués, blessés ou gazés dans l'action. Ils se sont battus vaillamment à Verdun, Bussy Ferme (où tous les officiers de la compagnie ont été tués ou blessés, et Séchault. Il a ensuite débordé les lignes et a participé à l’offensive en Champagne.
Le 371e régiment d'infanterie américain dans l'offensive Meuse-Argonne a pris la cote 188, Bussy Ferme, Ardeuil-et-Montfauxelles et Trières Ferme près de Monthois. Le régiment a capturé de nombreux prisonniers allemands, 47 mitrailleuses, 8 engins de tranchées, 3 pièces de campagne de 77 mm, un dépôt de munitions, de nombreux wagons et des quantités énormes de matériel. Il a abattu trois avions allemands au fusil et à la mitrailleuse lors de l'avance. Pendant les combats entre le 28 septembre et le 6 octobre 1918, les pertes, pour la plupart dans les trois premiers jours, ont été de 1 065 sur 2 384 soldats effectivement engagés. Le caporal Freddie Stowers s'est particulièrement distingué à l’assaut de la cote 188 près de Bussy ferme.

### Dissolution
Le 20 décembre, un ordre du quartier général décrète la dissolution de la 157e Division ; les deux régiments noirs américains sont remis à la disposition de l'armée américaine.
« Ordonnance générale no 248
État-Major
H, Q, 19 décembre 1918 »

« Les officiers, les sous-officiers, les sapeurs, les soldats, les artilleurs et les hommes de Cavalerie de la 157e division : Le maréchal de France, commandant en chef de l'armée française, a ordonné la dissolution de notre division le 20 décembre 1918. C'est donc le dernier adieu que je vous adresse aujourd'hui, qui est le dernier que j'ai l'honneur de vous commander. Pendant sept mois, vous avez donné tout ce que je vous ai demandé. Vous vous êtes montré fort dans la défensive intrépide et agressive dans le «Coup de mains» magnifiquement courageux et intrépides dans l'offensive. Vous avez glorieusement terminé la carrière de la 157e Division au cours de la grande bataille de Champagne, en rompant une position fortement fortifiée, en progressant dans une lutte féroce de neuf jours pendant plus de huit kilomètres, en capturant de l'ennemi mille prisonniers, plus de 20 canons, plusieurs centaines de mitrailleuses et un énorme matériel.
Au cours de notre vie réciproque, les liens puissants qui nous ont rassemblés ont été resserrés par le chagrin de nos pertes cruelles, ainsi que par la joie de la victoire. Vous m'avez donné votre confiance. À mon tour, je vous ai donné la chose la plus précieuse que je dois donner : Mon honneur militaire. Il a été mis en bonne mains. Avec mon cœur de soldat, je pense à vous. Les éléments des divisions seront distribués dans d'autres organisations. Vous emmènerez avec vous, vos traditions de courage, de discipline et d'affection envers vos nouveaux chefs. Pour ceux qui demanderaient d’où vous venez, vous répondrez avec fierté : «Nous sommes les soldats de la Division Goybet, la Division à la main rouge (Red hand Division) : c'était une belle division !» Et vous en témoignerez par votre conduite. Dans la mémoire de nos chers morts, j'embrasse pieusement les plis sacrés de vos bannières. Elles ont été usées dans la bataille ; elles flottent maintenant sur les vents de la victoire. »

— Général Goybet, commandant de la 157e division

## Chronologie

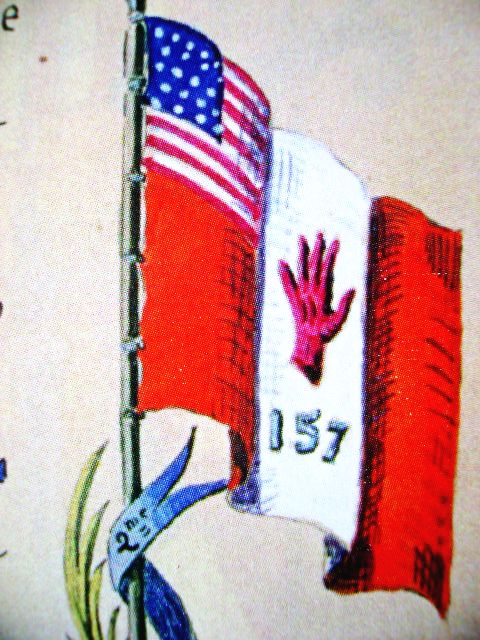
Drapeau de la d'infanterie Française, dite « Red Hand Division », « division Main Rouge » commandée de mai à décembre 1918 par le général Mariano Goybet.

- 28 avril – 27 septembre : constitution au camp de la Valbonne ; séjour et instruction. À partir du 1er septembre, transport par V.F. dans la région de Liancourt ; repos, instruction. À partir du 25 septembre, transport par V.F. dans la région Châlons-sur-Marne, Saint-Hilaire-au-Temple.
- 27 septembre – 10 octobre : mouvement vers Saint-Hilaire-le-Grand.

8 - 30 septembre : engagée par éléments dans la 2e Bataille de Champagne : attaques françaises au nord de la ferme des Wacques. À partir du 30 septembre, tenue prête à intervenir, vers la ferme des Wacques.
- 10 octobre 1915 – 18 janvier 1916 : retrait du front et transport par V.F. dans la région de Belfort ; repos. À partir du 29 octobre, repos vers Montbéliard et Héricourt. À partir du 26 décembre, travaux d'organisation défensive vers Delle et Saint-Hippolyte.
- 18 janvier – 30 mai : regroupement dans la région Delle, Montbéliard, puis mouvement vers Dannemarie. À partir du 27 janvier, occupation d'un secteur vers Carspach et Burnhaupt-le-Bas.

22 février : coup de main allemand.
- 30 mai 1916 - 19 mars 1917 : occupation d'un nouveau secteur, plus au nord, entre Leimbach et le canal du Rhône au Rhin, réduit à droite, le 1er décembre, jusque vers Ammertzwiller.
- 19 mars – 9 avril : retrait du front, mouvement vers Arches, par Mélisey, le Thillot et Rupt. À partir du 23 mars, repos et instruction au camp d'Arches.
- 9 avril – 16 juin : mouvement vers la région de Belfort, par Remiremont, le Thillot et Montreux-Château ; occupation d'un secteur entre la frontière suisse et le canal du Rhône au Rhin.
- 16 juin – 6 juillet : retrait du front ; transport par V.F., de Belfort, dans la région d'Épernay ; repos et instruction.
- 6 juillet – 20 novembre : mouvement vers Reims, et, à partir du 9 juillet, occupation d'un secteur entre Courcy et Loivre.
- 20 novembre – 9 décembre : retrait du front ; repos vers Damery.
- 9 décembre 1917 – 21 mai 1918 : occupation d'un secteur entre Courcy et le sud du Godat, étendu à droite, le 31 mars 1918, jusque vers les Cavaliers de Courcy.
- 21 – 27 mai : retrait du front ; mouvement par étapes vers la région de Fismes ; repos et instruction ; puis mouvement vers le front.
- 27 mai – 4 juin : 27 mai 1918, engagée dans la 3e bataille de l'Aisne : résistance, entre Saint-Mard et Maizy, à la poussée allemande ; puis repli vers la Marne ; occupation des points de passage de cette rivière, entre Chézy et La Ferté-sous-Jouarre.
- 4 – 10 juin : mouvement par étapes vers Villenauxe ; repos et instruction.
- 10 juin – 13 juillet : transport par camions dans la région de Clermont-en-Argonne, puis occupation d'un secteur entre l'Aire et le bois d'Avocourt.
- 13 - 16 juillet : retrait du front ; repos vers la ferme de Grange-le-Comte.
- 16 juillet - 14 septembre : occupation d'un secteur vers le bois d'Avocourt et l'ouest de Forges, étendu à gauche, le 20 juillet, jusqu'au pont des Quatre Enfants.
- 14 – 26 septembre : retrait du front ; mouvement par étapes vers Vanault-les-Dames et Possesse ; repos dans la région de Valmy.
- 26 septembre – 8 octobre : mouvement vers le front. Engagée, à partir du 28, sur les rives de la Dormoise, dans la bataille de Somme-Py (Bataille de Champagne et d'Argonne) et son exploitation : progression jusqu'à Monthois et Challerange.
- 8 octobre – 11 novembre : retrait du front et repos vers Valmy. À partir du 11 octobre, transport par V.F. vers Bruyères. À partir du 13, occupation d'un secteur entre la haute vallée de la Weiss et de la Fave.

## Rattachements
- Affectation organique :

Isolée d'avril 1915 à mars 1916
34e corps d'armée, de mars 1916 à novembre 1918
- 2e armée

10 juin – 14 septembre 1918
- 4e armée

26 septembre – 11 octobre 1915
8 - 10 juin 1918
14 septembre - 11 octobre 1918
- 5e armée

18 juin 1917 – 29 mars 1918
- 6e armée

1er – 26 septembre 1915
29 mars – 8 juin 1918
- 7e armée

11 octobre 1915 – 18 juin 1917
11 octobre – 11 novembre 1918

## Les chefs de la157edivisiond'infanterie
- 28 avril - 15 septembre 1915 : général Gillain
- 15 septembre - 23 décembre 1915 : général Tassin
- 23 décembre 1915 - 23 mai 1916 : général Blazer
- 23 mai 1916 - 28 janvier 1917 : général Brulard
- 28 janvier 1917 - 4 mai 1918 : général Beaudemoulin
- 4 mai - 20 décembre 1918 : général Goybet

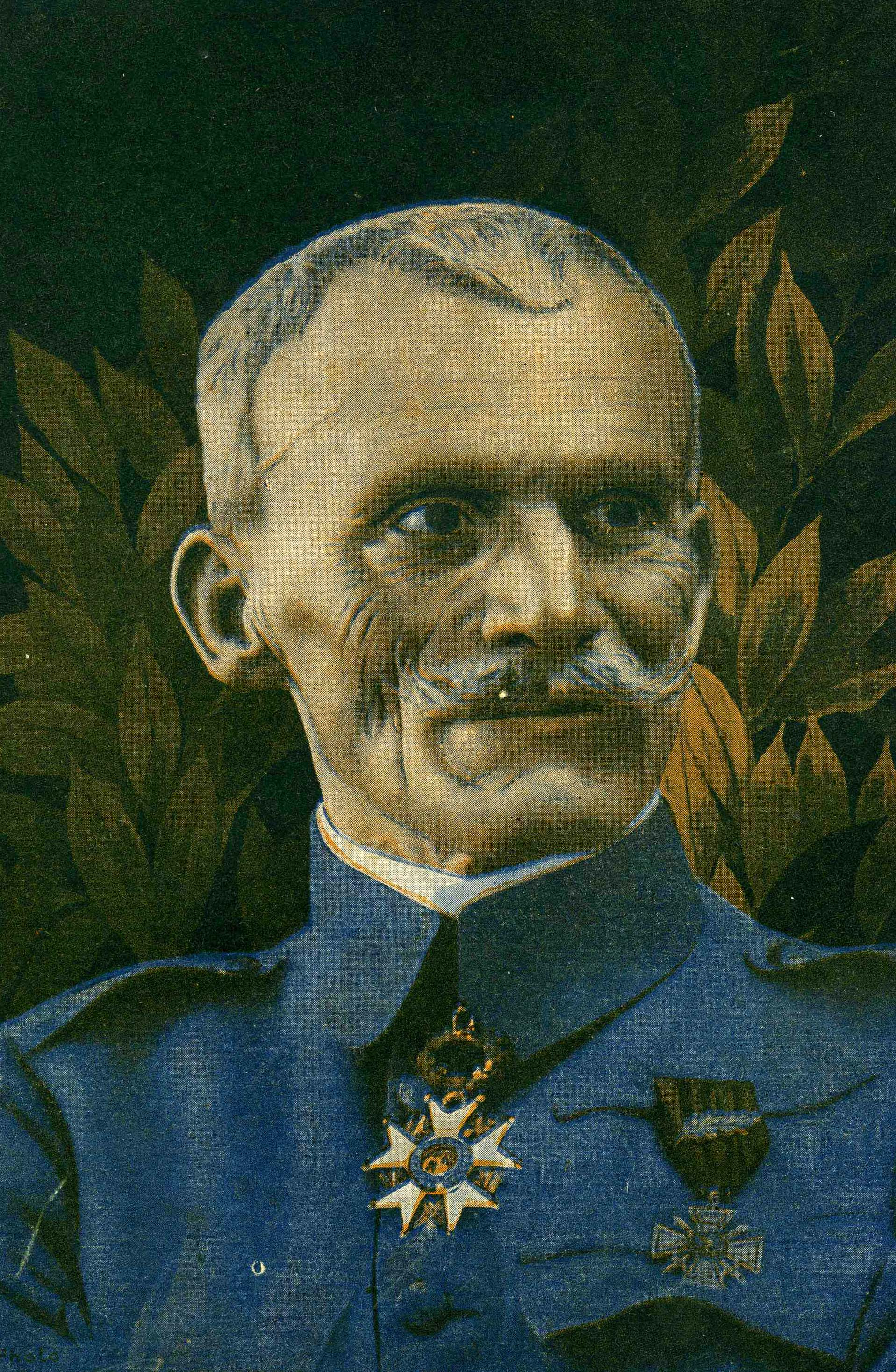
général Jean Marie Joseph Armand Brulard
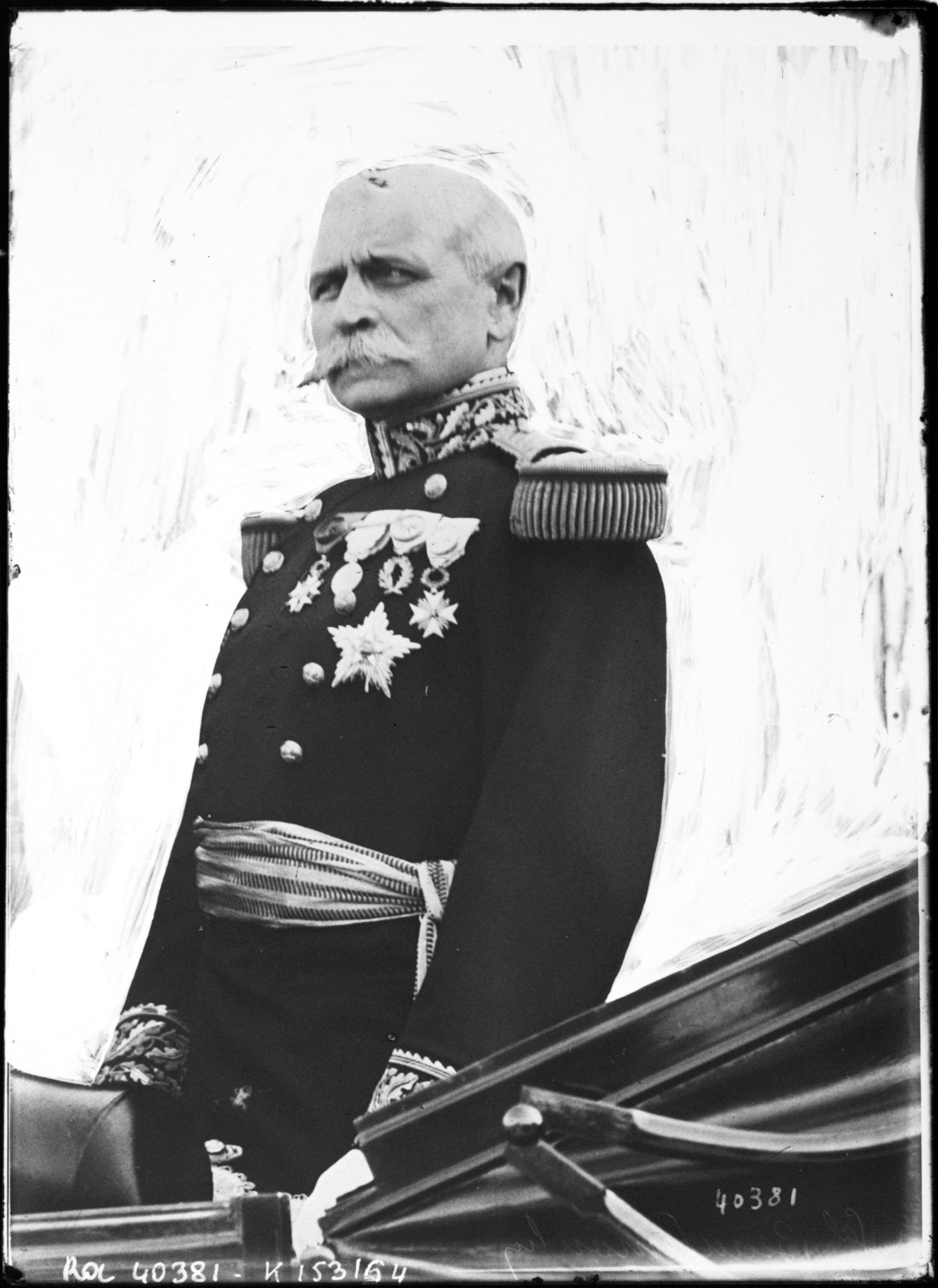
général Antoine Beaudemoulin
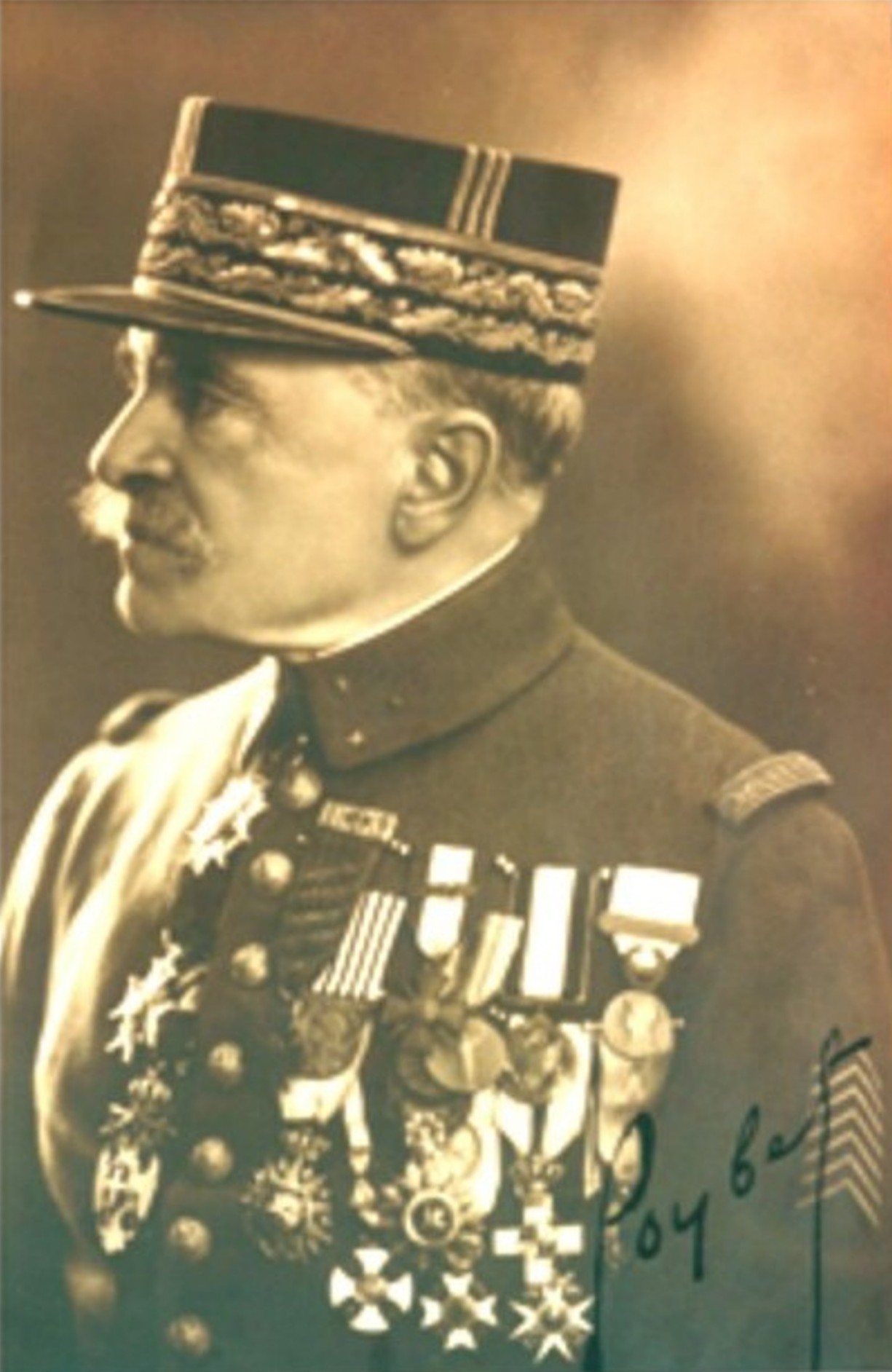
général Mariano Goybet

## Première Guerre mondiale

### Composition
- 213e régiment d'infanterie de mars à novembre 1916
- 214e régiment d'infanterie de mars 1917 à juin 1918 (dissolution)
- 252e régiment d'infanterie de mars 1917 à juin 1918 (dissolution)
- 333e régiment d'infanterie de mars 1917 au 20 décembre 1918
- 401e régiment d'infanterie d'avril 1915 à août 1916
- 402e régiment d'infanterie d'avril 1915 à août 1916
- 32e bataillon de chasseurs alpins d'avril 1915 à août 1916
- 102e bataillon de chasseurs alpins d'avril 1915 à mars 1916
- 107e bataillon de chasseurs alpins d'avril 1915 à août 1916
- 116e bataillon de chasseurs alpins d'avril 1915 à mars 1916
- 53e régiment d'infanterie territoriale de mars 1916 à ????
- 70e régiment d'infanterie territoriale d'août à novembre 1918
- 99e régiment d'infanterie territoriale de mars à novembre 1916
- 133e régiment d'infanterie territoriale de mars 1916 à ????
- des régiments de la 93e division d'infanterie (États-Unis) :
  - 371e régiment d'Infanterie américain de juin au 20 décembre 1918
  - 372e régiment d'Infanterie américain de juin au 20 décembre 1918

## Le drapeau de la main rouge (Red Hand flag)

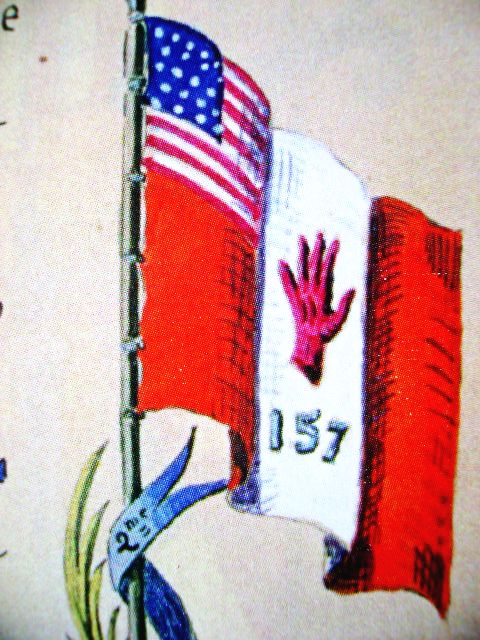
Drapeau de la d'infanterie française, dite « Red Hand Division », « division Main Rouge du général Mariano Goybet commandant le R.I. (Français) et les et RI des États-Unis provenant de la 93e Division américaine ».

Le drapeau de la main rouge flotte sur la division et ses régiments. Composée du 333e régiment d'infanterie (blanc) et des 371e et 372e infanterie américaine (de couleur), la composition de la division est montrée dans la fabrication du drapeau, avec un drapeau américain comme un champ et une main rouge, l'insigne de la division dans le panneau blanc.
La main rouge est portée comme insigne sur les épaules des soldats et des officiers.

## Distinctions et honneurs
Les trois régiments de la division, ont tous reçu la croix de guerre. De nombreux soldats dont des Africains-Américains ont reçu également à titre individuel cette récompense.
Des monuments furent érigés pour les 371e et 372e régiments américains.

### Lettre du Colonel Miles dirigeant le371erégiment US (Extraits)

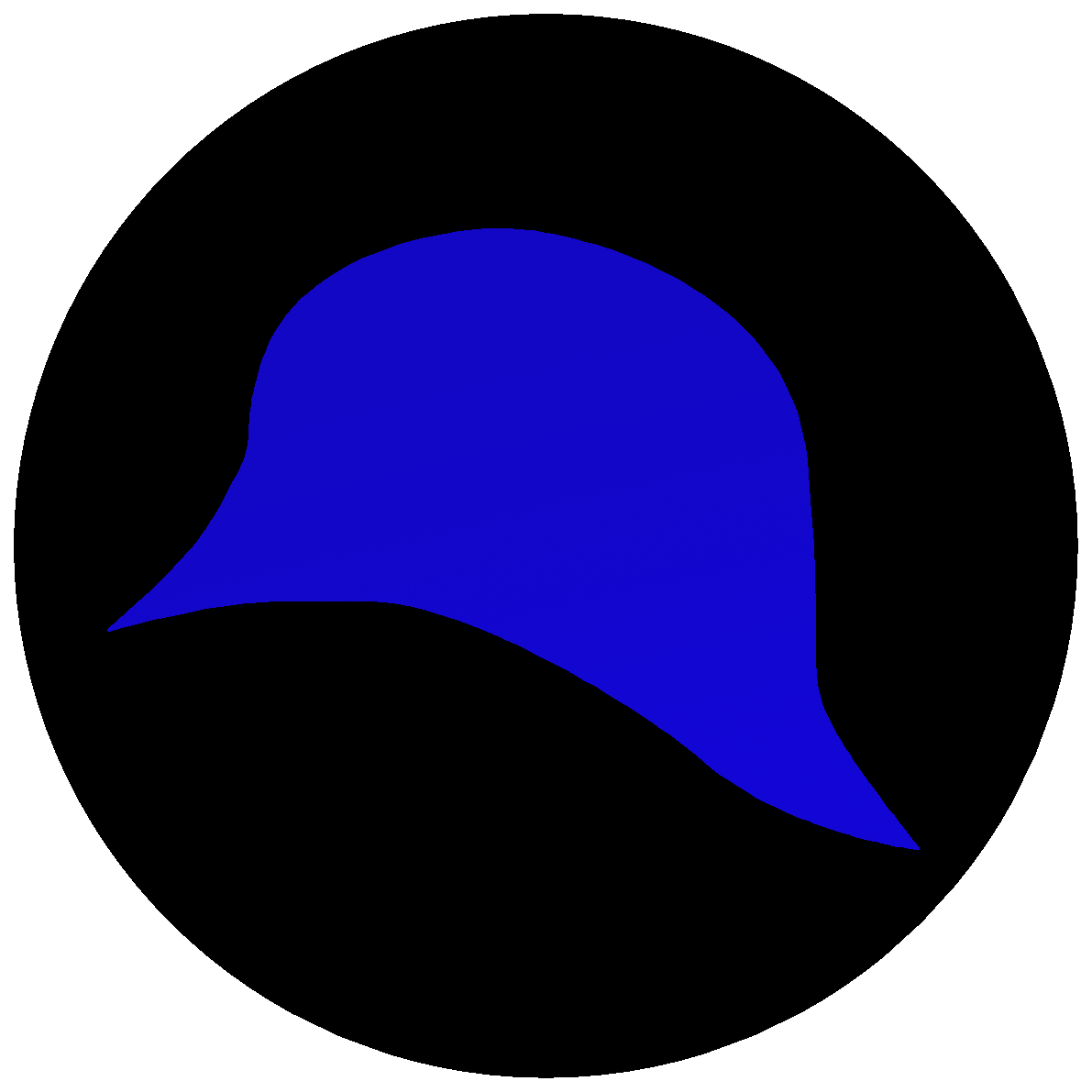
US 93rd Infantry Division qui a adopté le casque français comme insigne de Division

« Les hommes du régiment étaient très fiers de la Red Hand (Main rouge) et je me souviens que la plupart des hommes et des officiers ont détesté de la retirer (Insigne d'épaule), J'aurai beaucoup aimé l'avoir adopté pour la 93e Division américaine et je ne crois pas que les 369 et 370 régiments (américains) n'auraient émis la moindre objection. Le casque français qui symbolisait notre service avec les français fut la prochaine bonne chose.
Si la Red Hand (Main rouge) ne fut pas retenu comme emblème de la 93e Division américaine, malgré le désir des soldats, nous pouvons voir que le casque bleu français fut adopté en souvenir de la fierté des régiments de cette division pour avoir combattu sous commandement français avec des tenues et un équipement français ».

### Discours du Président Roosevelt (octobre 1918)
Extrait du discours américain de l'ancien Président Theodore Roosevelt à Carnegie Hall, New York le 2 novembre 1918 sur la part des troupes Noires dans la guerre.
« Et bien je remercie le ciel, nous y sommes allé, et nos hommes de l'autre coté, nos fils et frères de l'autre coté, hommes blancs et noirs, soldats blancs et soldats de couleur ont été si actifs que chaque Américain, maintenant peut marcher en levant la tête et regarder le citoyen de chaque autre pays dans le monde, droit dans les yeux et nous avons la satisfaction de savoir que nous avons joué la part décisive. Je ne dis pas cela dans un esprit d'autosatisfaction, si chacun d'entre vous m'a écouté parler durant les 4 dernières années, vous savez que je ne me suis pas adressé au peuple américain à la recherche d'éloges.
Mais Sans autosatisfaction, nous pouvons dire que c'était notre action qui a pesé le plus pour la liberté et contre la plus dangereuse tyrannie que le monde n'ait jamais vu. Nous avons agi comme de vrais amis de la liberté par notre action.
Je félicite tous les hommes et femmes de couleur et tous leurs camarades blanc américains sur la vaillance et l'efficacité avec laquelle les hommes de couleur se sont comportés au front et l'efficacité et la détermination de rendre service qui a été montré à l'ensemble des hommes et des femmes de couleur derrière eux dans ce pays ».

### Freddie Stowers

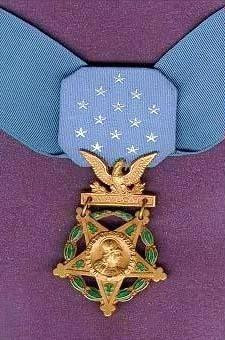
Medal of Honor (Médaille d'Honneur - américaine)

La bravoure des soldats du 371e et 372e de la 157e Red Hand Division (Division main rouge) durant cette période a obtenu plus de reconnaissance avec le temps. En 1991, Freddie Stowers, un caporal du 371e régiment a reçu à titre posthume la médaille d'honneur pour les actions prises en septembre 1918 devenant ainsi le premier soldat African-Américain  à être investi de cet honneur.
En 1988, plusieurs membres du Congrès commencèrent une campagne sur la conduite des soldats noirs de la Première Guerre mondiale qui n’avaient pas été correctement reconnus, c’est ainsi que Freddie Stowers reçut la médaille d’honneur  Medal of Honor en 1991 sur l’instigation du Congrès et après enquête en France pour avoir agi avec un exceptionnel héroïsme le 28 septembre 1918, bien que caporal. commandant une unité dont les officiers avaient été décimés par les Allemands. Les Allemands tenaient une forte position sur une colline, cote 188, près d’Ardeuil en Champagne secteur de la Marne, et par ruse les Allemands avaient feint de se rendre. Les Allemands ouvrirent alors le feu et la compagnie fut réduite de moitié, perdit ses officiers commandants et ses principaux sous officiers. Stowers réunit les troupes, pris en charge le commandement de la compagnie. Il mena celle-ci à l’assaut de nids de mitrailleuses et de mortiers et quand il fut mortellement blessé, il continua à encourager son unité à prendre une seconde ligne de tranchée. Il est le seul soldat Africain Américain de la Première Guerre mondiale à avoir obtenu la médaille d’honneur du Congrès, la plus haute distinction des États-Unis. Le 24 avril 1991, les deux sœurs survivantes, Georgina et Mary, reçurent la médaille en cérémonie à la maison blanche du président George H. W. Bush.

### Hommes de Washington

Insigne de l'armée de la Garde Nationale District of Columbia Washington États-Unis

Au 372e régiment d'infanterie de la 157e Red hand division, était attaché le premier bataillon de la garde nationale du District of Columbia chargé de la défense de Washington et du capitole. Près de 600 hommes de couleur qui étaient avec le 372e régiment, d'ailleurs composé principalement de bataillons de gardes nationaux. Dans ce bataillon, Au moins 200 soldats furent blessés et 33 furent tués. Le sergent Payne est une figure des combattants du District of Columbia. Il est décoré de la croix de guerre.
Le sergent Payne parle modestement de ses exploits. Il dit : « Pendant les combats à Sechault, les Allemands abattaient les hommes de mon peloton derrière un buisson. Les Allemands avaient plusieurs mitrailleuses derrière ce buisson et ont continué des tirs meurtriers malgré notre feu nourri de fusil dirigé vers le buisson. Nous avons fait de notre mieux pour arrêter ces mitrailleuses, mais l'objectif allemand est devenu tellement précis qu'ils ont éliminé cinq de mes hommes chaque minute. Nous ne pouvions pas supporter cela, alors j'ai décidé que j'aurai ce petit nid de mitrailleuses et je m'y suis tenu. Je quittais notre compagnie, fis un contournement, et, par une bonne chance, je suis arrivé derrière le buisson. J'ai mis mon fusil en action et éliminé deux de ces mitrailleurs allemand. Cela a terminé leur action. Les autres Allemands ne pouvaient pas supporter autant d'agitation. Les Boches se sont rendus, et je les ai emmenés dans nos tranchées en tant que prisonniers »[réf. nécessaire]
Un autre héros est Benjamin Butler, un soldat à qui on a  décerné la Croix de Guerre. Sa citation se lit comme suit : « Pour montrer le courage et la bravoure et se distinguer dans l'exécution des ordres lors de l'attaque de Sechault le 29 septembre 1918, sous un gros bombardement et un mitraillage »[réf. nécessaire]. Butler a déclaré : « J'ai fait très peu. Pendant ce combat avec plusieurs autres, j'ai transporté des dépêches dans les tranchées de la première ligne du quartier général. Ils m'ont décoré, je suppose, parce que j'étais le seul à avoir la chance d'échapper à l'élimination ».

### Une mémoire toujours présente

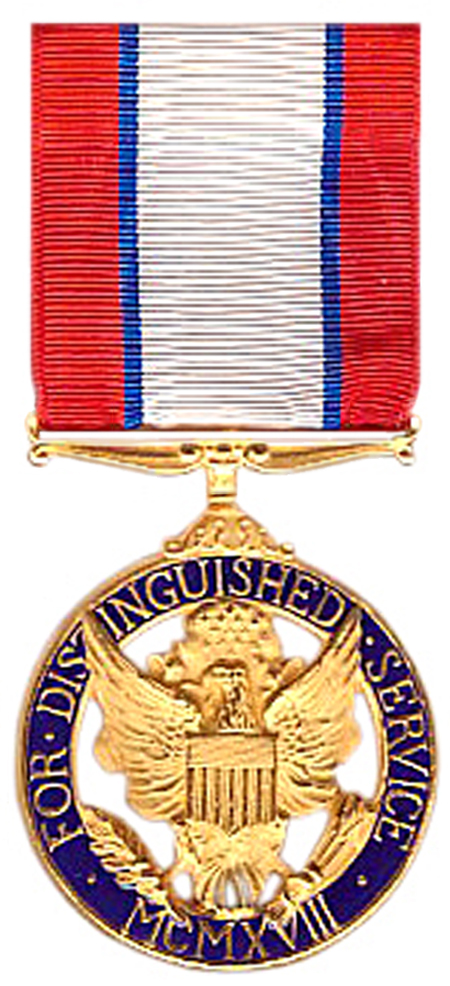
Distinghished service medal décernée à Mariano Goybet par le président des États-Unis pour sa conduite lors de la Première Guerre mondiale de la Division (Red Hand) qui comprenait les et R.I. US

Les unités de la Garde nationale du Connecticut, du Maryland, du Massachusetts, de l'Ohio, du Tennessee et du District de Columbia qui avaient été organisées dans les années 1880 constituaient le 372e régiment d'infanterie, organisé en 1917. À son arrivée en France, le 372e était également attaché aux divisions de l'armée française pour s'entraîner avant d'être affecté à une division - la célèbre 157e division d'infanterie française Red Hand - et a participé à la Meuse-Argonne, à la Lorraine et aux campagnes d'Alsace. Les membres du régiment ont eu l'honneur de ne jamais se rendre ou de se retirer, et leur participation à l'avance de Meuse-Argonne a été décisive pour mettre fin à la guerre après que les membres du 372e aient été crédités de prendre près de 600 prisonniers et de conserver de grandes quantités de fournitures d'ingénierie et de munition d'artillerie.Pour ses actions pendant la Meuse-Argonne, le régiment a reçu la Croix de Guerre avec Palme. Bien que le régiment ait été désactivé après la Seconde Guerre mondiale, le 372e est perpétué par le 237e Bataillon de soutien de la Garde nationale de l'Ohio et le 372e bataillon de la police militaire du district de Columbia (Red Hand).

### articles connexes
- Liste des régiments français
- 333e régiment d'infanterie français
- 371e régiment d'infanterie américain
- 372e régiment d'infanterie américain
- 93e division d'infanterie (États-Unis)
- American Expeditionary Force
- Offensive Meuse-Argonne